# José María de Miguel
José María de Miguel Gil (Logroño, 15 de abril de 1950) es un economista y político español, tercer presidente y primero electo de la comunidad autónoma de La Rioja.

## Biografía
Miembro del PSOE, colaboró en la organización del partido en La Rioja, participando en la redacción del estatuto de autonomía. En las elecciones generales de 1982 fue elegido senador. Presentó su candidatura a la presidencia de La Rioja en las primeras elecciones autonómicas, obteniendo dieciocho diputados de 33 que componen la cámara, siendo investido presidente por mayoría absoluta y formando gobierno. Tras una legislatura en el poder, no se presentó a la reelección, abandonando el cargo en julio de 1987.

## Cargos desempeñados
- Senador por La Rioja (1982-1983).
- Presidente del Parlamento de La Rioja (etapa provisional; 1982-1983)[4]
- Diputado del Parlamento de La Rioja (1983-1987).
- Presidente de la Comunidad Autónoma de La Rioja (1983-1987).